# غونار بيرغ (رسام)
غونار بيرغ (بالنرويجية البوكمول: Gunnar Berg)‏ هو رسام نرويجي، ولد في 21 مايو 1863 في Svolvær ‏ في النرويج، وتوفي في 23 ديسمبر 1893 في برلين في ألمانيا بسبب ذات الرئة.

## وصلات خارجية
- غونار بيرغ على موقع الموسوعة البريطانية (الإنجليزية)